# Il sogno dalmata
Il sogno dalmata è un romanzo dell'autore italiano Fulvio Tomizza, uscito postumo nel 2001.

## Trama

### Parte prima
Il narratore, che ha molti aspetti in comune con l'autore (è istriano, nato negli anni Trenta, col cognome che finisce in "-izza"), mentre contempla i luoghi della sua infanzia e giovinezza che è tornato ad abitare, ha modo di riflettere sull'origine dalmata dei suoi antenati, che erano stati chiamati dalle autorità veneziane a ripopolare l'Istria devastata dalle epidemie di peste bubbonica del XVII secolo. Uno di questi, Jure Jurcan, si era fatto chiamare Zorzi Giurizzano e aveva fondato l'insediamento che da lui prese il nome. La sua famiglia prosperò, e dopo il passaggio della zona all'Austria fu coinvolta nelle varie vicende della Venezia Giulia. Con il sorgere dei contrapposti nazionalismi stette dalla parte italiana; fu praticamente indifferente al fascismo e dovette fare buon viso a cattivo gioco quando la zona fu assegnata all'amministrazione jugoslava. In quel periodo il giovane narratore, studente al liceo di Capodistria, era affascinato dagli ideali di egualitarismo e di giustizia sociale propugnati dal comunismo. Tra le persone importanti per lui vi furono Claudia, una sua compagna di classe triestina che aveva voluto fare il percorso inverso a tanti esuli, e Maurizio Fanelli. un ex partigiano dalmata impiegatosi come giornalista, che dimostrava coraggiosamente dello spirito critico anche verso il nuovo regime.

### Parte seconda
Il narratore con la moglie Eleonora fa un viaggio in auto nella Bosnia per andare a vedere il ponte sulla Drina reso celebre dal romanzo di Ivo Andrić. Per arrivarvi percorre gran parte della Dalmazia, dove ripensa ai suoi antenati. Vi ritorna diversi anni dopo, in occasione di un viaggio in Grecia.

### Parte terza
Alla fine degli anni Ottanta, il narratore viene invitato a parlare del suo lavoro di scrittore agli studenti di filosofia dell'università di Zara. In quest'occasione fa la conoscenza del lettore d'italiano Danilo Rudin. come lui istriano ed ex seminarista, che gli fa da guida per tutta la regione, dell'assistente universitario Jerko Ivanišević, fautore dell'autonomismo dalmata, e delle studentessa Milena, originaria dell'interno, della quale s'invaghisce al punto che per lei sarebbe disposto a lasciare la moglie.
Dopo diversi mesi dalla conclusione del suo incarico, il narratore torna a Zara e si accorge del diverso clima politico, grazie alle prime elezioni libere in Jugoslavia che hanno dato corpo alle aspirazioni identitarie dei croati, e ancora più di quelli della Dalmazia. Il rapporto con Milena si è però molto raffreddato.

### Epilogo
Il narratore fa ritorno a Zara come conferenziere un'ultima volta prima dello scoppio della guerra. All'inizio delle ostilità Jerko, ormai un personaggio di spicco della scena politica, ripara in Istria con Milena e la figlia che ha avuto da lei, mentre ha mandato la moglie e il resto della famiglia a Zagabria.

### Congedo
L'autore riflette sui risultati della guerra sulla sua terra natale: afflusso di profughi croati e bosniaci dalle zone di guerra e di emigranti clandestini dall'Asia, intimidazioni verso i residenti di etnia serba e montenegrina, nascita di un nuovo autonomismo del quale è espressione la Dieta Democratica Istriana. Si preoccupa inoltre delle istanze clerico-nazionaliste del nuovo regime di Zagabria e teme che i contrasti possano portare in futuro ad un nuovo e definitivo esodo degli italiani dall'Istria.

## Edizioni
- Fulvio Tomizza, Il sogno dalmata, Scrittori italiani e stranieri, Milano, Mondadori, 2001, ISBN 88-04-48817-4.
- Fulvio Tomizza, Il sogno dalmata, Milano, Mondolibri, 2001.
- Fulvio Tomizza, Il sogno dalmata, Oscar narrativa 1796, Milano, Mondadori, 2002, ISBN 88-04-50543-5.
- Fulvio Tomizza, Il sogno dalmata, 2 voll., Monza, Biblioteca italiana per i ciechi, 2005.
- Fulvio Tomizza, Il sogno dalmata, edizione in abbinamento ai quotidiano Il Piccolo e il Messaggero Veneto, Udine, Editoriale FVG, 2007.